# ريتشارد بارث
ريتشارد بارث (بالألمانية: Richard Barth)‏ هو ملحن ألماني، ولد في 5 يونيو 1850، وتوفي في 25 ديسمبر 1923 في ماربورغ في ألمانيا.

## وصلات خارجية
- ريتشارد بارث على موقع ميوزك برينز (الإنجليزية)